# Gárdony
Gárdony là một thành phố thuộc hạt Fejér, Hungary. Thành phố này có diện tích 63,5 km², dân số năm 2010 là 9551 người, mật độ 150 người/km².